# به حرف دیگران توجه مکن

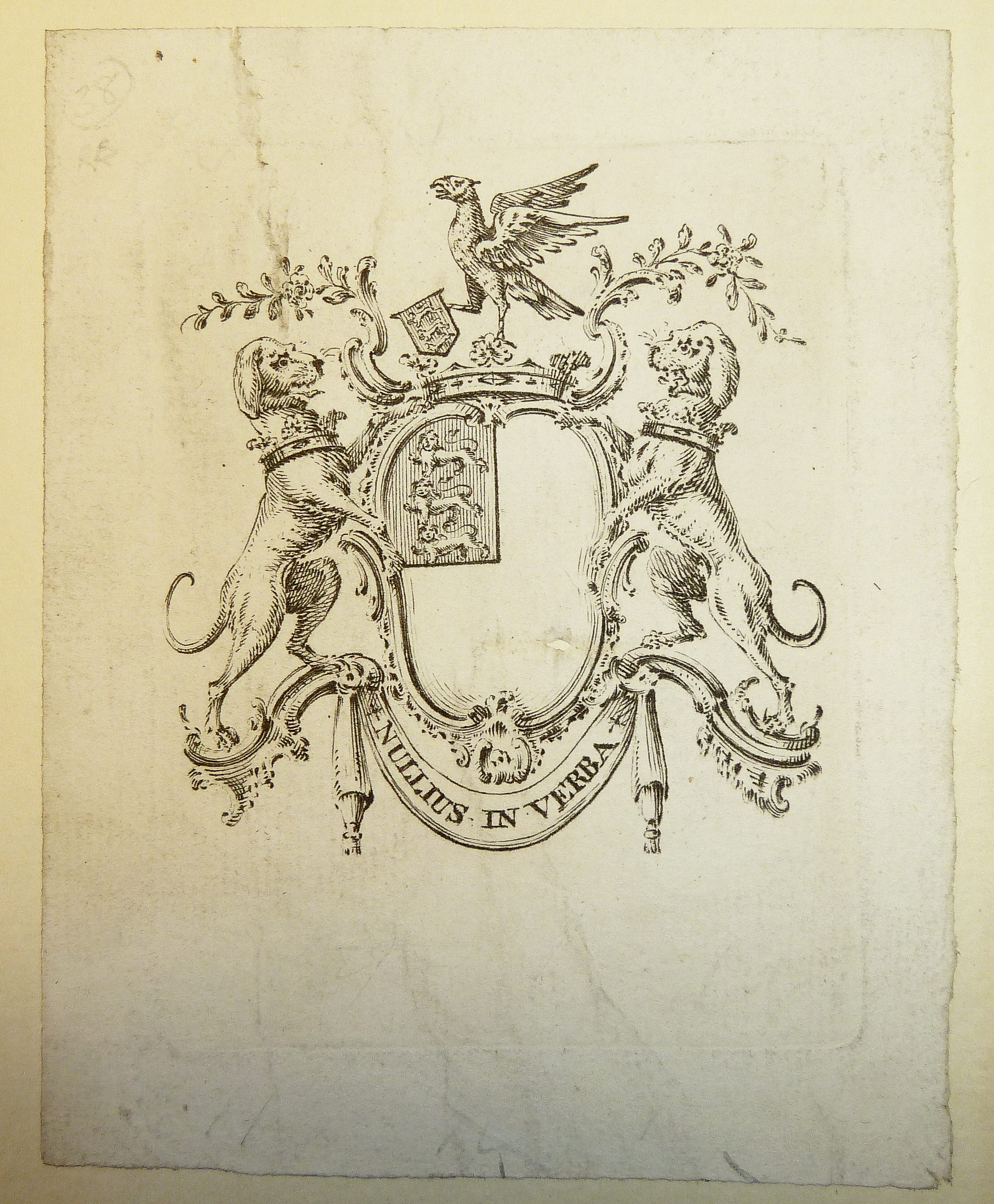
کتیبه ی انجمن سلطنتی.

Nullius in verba (ترجمه ی لاتین "به حرف دیگران توجه مکن") شعار انجمن سلطنتی. جان اولین و دیگر همراهان وی از انجمن سلطنتی پس از تأسیس انجمن این جمله را به عنوان شعار آن انتخاب کردند. سایت انجمن سلطنتی معنی این شعار را به صورت زیر توضیح می دهد:

این عبارت تکیه بر مقاومت شاگردان در برابر سلطه و اقتدار اساتید صاحب اقتدار به منظور بررسی همه ادعاهای آن‌ها بر اساس حقایق مشخص و آزمایش‌ها است.

## همچنین نگاه کنید
- 11059 Nulliusinverba نام اصلی-کمربند جزئی سیاره که نام خود را از این اصطلاح گرفته‌است.